# Петровка (приток Люлеха)
Петровка — река в Палехском районе Ивановской области России. Начинается к западу от дороги Палех-Южа, течёт в западном направлении через берёзово-осиновый и сосново-берёзовый лес. Устье реки находится в 18 км по левому берегу реки Люлех на высоте 87 метров над уровнем моря. Длина реки составляет 11 км.
Единственный приток — ручей Безымянный, протекающий через деревню Новосёлки, впадает в Петровку в урочище Мостище по левому берегу реки.

## Данные водного реестра
По данным государственного водного реестра России относится к Окскому бассейновому округу, водохозяйственный участок реки — Клязьма от города Ковров и до устья, без реки Уводь, речной подбассейн реки — бассейны притоков Оки от Мокши до впадения в Волгу. Речной бассейн реки — Ока.
Код объекта в государственном водном реестре — 09010301112110000033471.